# Домпреми
Домпреми (фр. Dompremy) насеље је и општина у североисточној Француској у региону Шампањ-Арден, у департману Марна која припада префектури Витри ле Франсоа.
По подацима из 2011. године у општини је живело 133 становника, а густина насељености је износила 36,44 становника/km². Општина се простире на површини од 3,65 km². Налази се на средњој надморској висини од 110 метара.

## Демографија
| 1962. | 1968. | 1975. | 1982. | 1990. | 1999. | 2011. |
| ----- | ----- | ----- | ----- | ----- | ----- | ----- |
| 72    | 76    | 67    | 54    | 77    | 93    | 133   |

График промене броја становника у току последњих година